# Орел-Степняк Микола Григорович
Оре́л-Степня́к Мико́ла Григо́рович (? — 1946 або 1950) — український театральний діяч: актор, режисер, антрепренер. Очолював низку театральних труп Наддніпрянщини і Галичини. 1922-1923 очолював Український театр Миколи Орла-Степняка на Галичині. Залишив чимало перекладів (переважно з російської драматургії), був автором одноактівки «У різдвяну ніч».

## Життєпис

### в наддніпрянській Україні
1906-1917 — у Ромнах очолює «Російсько-українське музично-драматичне товариство», яке виступало у приміщенні Літнього міського саду. 1918 року товариство було реорганізоване в «Драматичну секцію Роменської „Просвіти“».
1911-1918 — був заступником голови Полтавського українського музично-драматичного гуртка (керівник — Г. Маркевич).
1917 року увійшов до Комітету Українського Національного Театру при Генеральному секретаріаті Центральної Ради (Київ), де був секретарем, але «29 жовтня 1917 року Микола Орел-Степняк зрікається обов'язків секретаря Комітету Українського Національного Театру за браком вільного часу, але із складу Комітету не виходить».
29 листопада 1917 як режисер поставив «У Гейхан-Бея» В. Самійленка в Національному зразковому театрі.
У серпні 1918 року в Києві утворилося товариство «Вільний театр», фундаторами якого стали: Микола Орел-Степняк, Іван Мар'яненко, Олександр Олесь, Людмила Старицька-Черняхівська, Олександр Кошиць та ін. Товариство мало формувати на всій території Української Держави артистично-драматичні трупи, хори, оркестри, влаштовувати вистави, концерти, вечори тощо. Та вже 1919 року Микола Григорович змушений був виїхати на Галичину.

### на Галичині

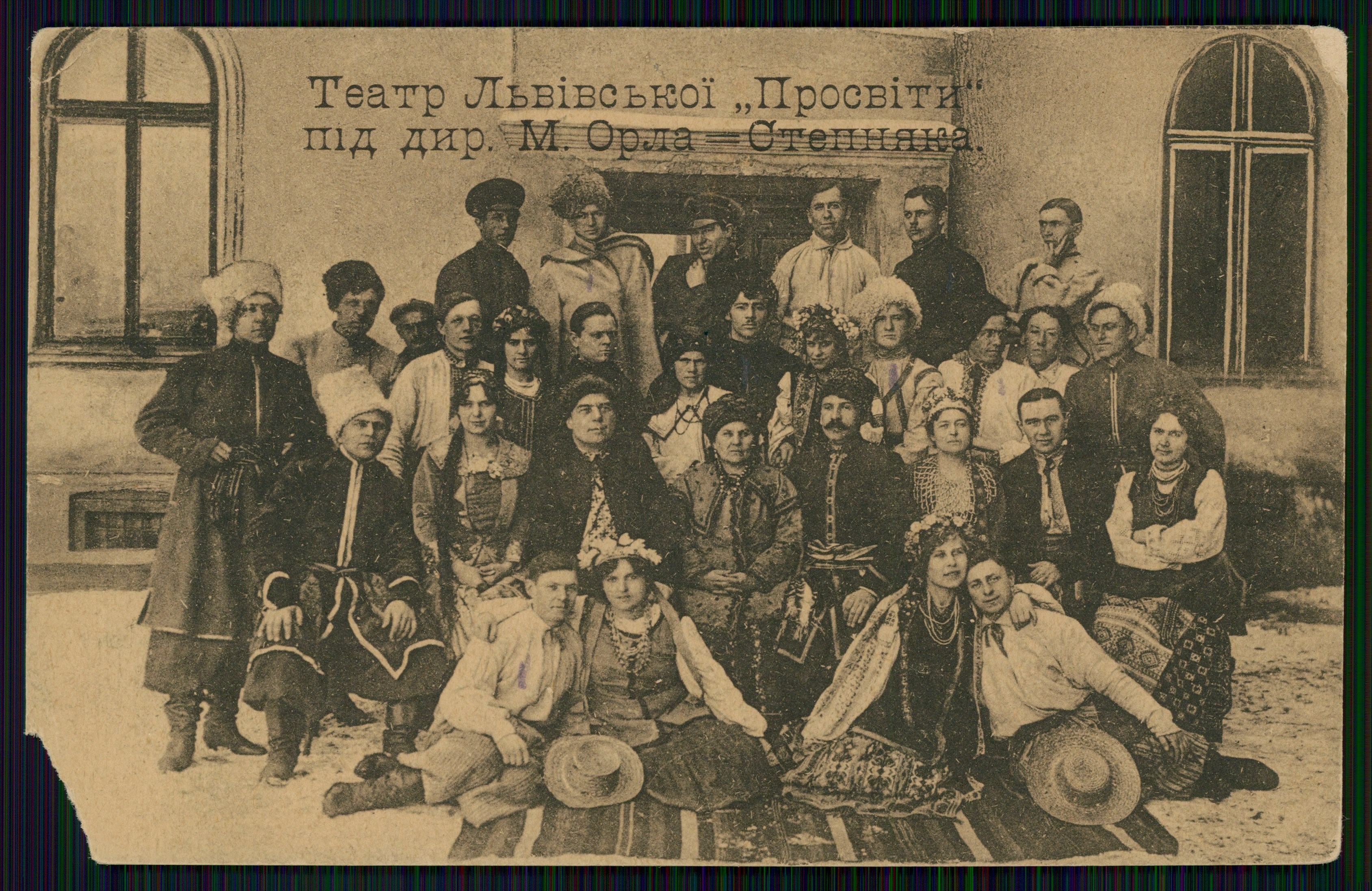
Театр Львівської Просвіти під керівництвом Орла Степняка. 1923 рік.

М. Г. Орел-Степняк, директор Українського театру львівської «Просвіти»

1919-1921 — у Коломиї і Косові очолює театральну трупу, яку історики-театрознавці називають «Театр Миколи Орла-Степняка». Протягом серпня-вересня 1922 року театр влаштував вистави по містечках і селах галицьких теренів, гастролював також у Львові, Ходорові, інших великих містах.
1922-1923 — очолює Український театр М. Орла-Степняка (який діяв спершу як «Зразковий мандрівний людовий театр товариства „Просвіта“ у Львові»).
До складу трупи цього театру входило від 19 до 44 акторів, з них 15 наддніпрянців, які потрапили до Польщі через чеські табори інтернованих. Тут були й відомі таланти, зокрема колишні артисти київського театру Миколи Садовського — М. Авсюкевич, Л. Реїч, Г. Березовський, Л. Кривицька та ін. До складу трупи належало 14 оркестрантів. Через владні заборони діяльність Українського театру М. Орла-Степняка обмежувалася лише Львівським воєводством.
В трупі М. Орла-Степняка виступала також велика атриса Г. Борисоглібська.
На початку 1924 року театр, який вже працював в Дрогобичі, припинив існування через відмову у продовженні ліцензії. Він постійно балансував на межі фінансового краху. Крім адміністративних перешкод, проти нього зводилися постійні наклепи: директор й актори звинувачувалися у веденні «політичної діяльності» тощо. За півтора року діяльності Український театр Миколи Орла-Степняка дав понад 70 вистав, хоча в його репертуарі були 75 творів головним чином драматичного характеру.

### на Волині
У травні 1926 у Луцьку Миколою Григоровичем була створена театральна трупа, що виступала як аматорський колектив, і за браком коштів не вийшла на більш професійний рівень. На чолі з Миколою Орлом-Степняком у 1927 було створено при товаристві «Луцька повітова Просвіта» театральне бюро, сам він працював театральним інструктором для аматорів-гуртківців.
З 1944 до травня 1945 — художній керівник і режисер професіонального театру при Народному Домі Перемишля. Згодом довелося виїхати до Львова через політичні обставини.

## Переклади
Переклав на українську мову п'єси «Дядя Ваня» і «Три сестри» А. П. Чехова, комедії «Скарбове мешкання» і «Змійка» В. О. Ришкова, драми «Діти Ванюшина» С. О. Найдьонова, «Без вини винні» О. М. Островського та інші.
1924 року «Театральна бібліотека» видавництва «Русалка» видала його драматичні твори: «Ніч під Івана Купала» (у співавторстві з М. Старицьким) — п'єсу на одну дію і сценічну картинку «У Різдвяну ніч».

## Загибель
За інформацією хресника Миколи Орла — відомого українського актора Богдана Коха, Микола Орел загинув 1946 року у львівській в'язниці, а його дружина — акторка Марія Орел — після війни проживала у Львові.
За іншими даними, у 1949 році був заарештований радянськими каральними органами й раптово помер під час суду у Львові в 1950 році.

## Особисте життя
Під час роботи в Полтаві одружився з відомою артисткою Олександрою Герцик. За спогадами родичів акторки, це був другий шлюб Олександри Олексіївни. Микола Орел-Степняк теж уже був одружений і мав від першого шлюбу доньку Наталю, яку Олександра Герцик прийняла як рідну. Подружжя прожило разом близько десяти років, але потім їхні шляхи розійшлися. Та його донька Наталя залишилася жити у сім'ї Герциків, які прихистили її і виховували, як рідну. І жила навіть тоді, коли Олександра Герцик в 1920 році стала дружиною Івана Козловського.
Третя дружина — Марія Орел (Орлова), актриса Волинського театру і режисерка — 1925 року в українських жіночих товариствах Станиславова давала підготовлені нею дитячі вистави, зокрема: «Бунт ляльок», «В чужім пір'ю» та інші. Була головою «забавової» секції Союзу українок громадської праці, під час роботи в Луцькій українській гімназії 1927—1929 років поставила з гімназистами велику кількість вистав.